# تیتووو
تیتووو (به لاتین: Titovo) یک منطقهٔ مسکونی در روسیه است که در سرزمین آلتای واقع شده‌است.